# 軽井沢誘拐案内
『軽井沢誘拐案内』（かるいざわゆうかいあんない）は、1985年にエニックス（現スクウェア・エニックス）より発売された、堀井雄二がデザインしたアドベンチャーゲーム。『ポートピア連続殺人事件』と同様にオリジナル版のプログラム・シナリオ・グラフィック等の全ての作業を堀井が1人でこなしている。

## 概要
『ポートピア連続殺人事件』（1983年、エニックス）、『北海道連鎖殺人 オホーツクに消ゆ』（1984年、アスキー）に続く、堀井雄二がシナリオを担当したアドベンチャーゲーム第3弾。本作も当時のパソコン主要各機種に移植されたが、シリーズでは唯一、ファミコンに移植されなかった。
本作では前2作から打って変わり主人公の大学生とその恋人がメイン人物となっており、誘拐事件を主軸としたシリアスなシナリオを描きつつもキャラクターのセリフやシナリオの展開そのものにもコミカルな要素が多く含まれているなど、前2作よりカジュアルな作風になっている。物語の舞台は避暑地の軽井沢に設定され、軽井沢駅、レマン湖（スイスのレマン湖になぞらえて名付けられた人造湖）、地蔵ヶ原、浅間山など実在のスポットが登場する。また、『ポートピア連続殺人事件』の登場人物である「沢木文江」が本作にもゲスト出演している。
『ポートピア連続殺人事件』、『北海道連鎖殺人 オホーツクに消ゆ』、そして本作の3作品は「堀井ミステリー三部作」と呼ばれているが、その後も続編として香港を舞台にした『九龍の牙』、ソビエト連邦を舞台とした『白夜に消えた目撃者』の2作も企画されていた。この2作品は雑誌『ログイン』との共同企画で、同誌にも取材レポートが掲載されていたが、いずれも未発売に終わっている。

## ゲーム内容

### システム
前作『オホーツクに消ゆ』と同様、コマンド選択方式を採用。ただし、人名・地名などを推理して直接キーボードから入力しなければならない場面や、会話中に特定のタイミングで特定のコマンドを使用しなければならない場面などがあり、単純なコマンド総当たりではクリアできない。コマンドには「キスする」「抱き寄せる」などの性的要素がある。
ストーリーは全6章で構成されており、リアルタイムセーブのほか、進行状況に応じて各章の最初からも再開できるようにもなっている。MSX版のみROMカートリッジにセーブが出来ないため、各章の最初からパスワードで再開するようになっている。
主人公の移動は2Dスクロールマップ画面で行うが、前作『オホーツクに消ゆ』同様に地名選択での移動も可能になっている。
さらに終盤の第6章では、2Dスクロールマップ画面でのRPG的な要素（当時はウルティマ型と呼ばれた）も盛り込まれている。敵との戦闘シーンでは、主人公の「こうげき」に加えて2人のヒロインによる「なげキッス」（敵攻撃力減少）と「パンチラ」（敵防御力減少、携帯電話版は「ぱふぱふ」）によるサポートが重要である。特にラスボスとの対決では上位装備である「スケスケのパンティー」を装備したヒロインによるパンチラが勝利の鍵となる。
PC各機種版には被害者であるなぎさの写真が添付されているが、単なるオマケではなく、ゲーム攻略の上で重要な手がかりとなっている。携帯アプリ版については、公式サイトで見ることができる。
なお当時、パソコンゲーム誌上で本作のボツＣＧ集のプレゼントが行われ、抽選で当選した20名のみに配布された。「コピープロテクトはかかっていないのでどんどんコピーして友人に配ってください」と堀井自らコメントを残している。

## ストーリー
春。あじさいの咲く頃。夏は多くの人々でにぎわう、ここ軽井沢も、今はどこか淋しげ。「まあ、あなた遅かったじゃない。ちょうど妹のなぎさは買い物に行ってるのよ。」恋人・久美子の別荘。彼女はやさしくキミを迎える。楽しいひと時。しかし、1時間が過ぎ、2時間が過ぎても、妹のなぎさは帰ってこなかった。「まさか誘拐じゃ……。」と、その時、電話のベルが鳴った……。（パッケージ裏面・ストーリー紹介より）

## 登場人物
さかき しろう
主人公、大学生で久美子の恋人。東京に住んでいるが、恋人の久美子に呼ばれて軽井沢へやってきた。PC版は名前を任意に変更可能。鷹揚な性格。
高木 久美子
軽井沢に別荘を持つほどのお嬢様。20歳。前年の秋、両親を交通事故で亡くしているが、高木産業の経営者だった父親まさおの遺産で生活には困っていない。少々気弱だが心優しい性格。
高木 なぎさ
久美子の妹で、大学浪人中の18歳。放浪癖があったらしい。物語冒頭で行方不明となる。
水木 麻美
なぎさの友人。軽井沢駅近くに住んでいる。女子高生らしからぬセクシーな恰好で主人公を挑発する。
ひろた ようこ
なぎさの友人。なぎさと一緒にフィラ・テニスクラブに入っていた。
なお軽井沢に同名のテニスクラブは実在しない。スポーツ用品メーカーのフィラから命名したと思われる。
神父
ペウロ教会の神父。モデルとなったのは「軽井沢聖パウロカトリック教会」と思われる。
西村
北軽井沢牧場の乗馬クラブのジョッキー。なぎさに乗馬を教えていた。
関谷
軽井沢ヴィラホテルの支配人。「なーに、かまわんですよ」が口癖。
モデルとなったホテルは「ヴィラ北軽井沢エルウィング」と思われるが、ゲーム中のマップ上の場所と実際の所在地は多少異なっている。
マスター
久美子の別荘近くにあるドライブインを経営。
花山
久美子の父親の元部下で、現在は久美子の父親に代わり、高木産業の社長を務めている。北軽井沢に別荘を持っている。
篠田 まさひろ
なぎさの彼氏。まだキスもさせてもらっていないらしい。
おだ
地蔵ヶ原のペンション・デュランのオーナー。
沢木 文江
ペンション・デュランに勤務。マノ・ヤスヒコ（間野康彦）という兄がいる。
石田 銀次
チンピラヤクザ。地蔵ヶ原のパーティーに姿を見せていたらしい。

## 移植版
| No. | タイトル       | 発売日         | 対応機種                  | 開発元                 | 発売元                 | メディア                            | 型式                    | 売上本数 | 備考                  | 出典        |
| --- | -------------- | -------------- | ------------------------- | ---------------------- | ---------------------- | ----------------------------------- | ----------------------- | -------- | --------------------- | ----------- |
| 1   | 軽井沢誘拐案内 | 1985年8月      | FM-7                      | エニックス             | エニックス             | カセットテープ フロッピーディスク   | E-G135 (CT) E-G136 (FD) | -        |                       |             |
| 2   | 軽井沢誘拐案内 | 1985年9月      | X1                        | エニックス             | エニックス             | カセットテープ フロッピーディスク   | E-G148 (CT) E-G149 (FD) | -        |                       |             |
| 3   | 軽井沢誘拐案内 | 1986年8月      | PC-6001mkII               | エニックス             | エニックス             | カセットテープ                      | E-G178                  | -        |                       |             |
| 4   | 軽井沢誘拐案内 | 1986年12月     | MSX                       | エニックス             | エニックス             | ロムカセット                        | E-G187                  | -        |                       |             |
| 5   | 軽井沢誘拐案内 | 2002年1月8日   | iアプリ                   | エニックス             | エニックス             | ダウンロード （未解決事件ファイル） | -                       | -        | 2007年8月31日配信終了 | [ 3 ] [ 4 ] |
| 6   | 軽井沢誘拐案内 | 2003年4月3日   | ezplus                    | スクウェア・エニックス | スクウェア・エニックス | ダウンロード （堀井雄二劇場）       | -                       | -        | 2007年8月31日配信終了 | [ 5 ]       |
| 7   | 軽井沢誘拐案内 | 2003年5月6日   | J-スカイ （Javaアプリ）   | スクウェア・エニックス | スクウェア・エニックス | ダウンロード （堀井雄二劇場）       | -                       | -        | 2007年9月3日配信終了  | [ 6 ]       |
| 8   | 軽井沢誘拐案内 | 2005年12月12日 | iアプリ                   | スクウェア・エニックス | スクウェア・エニックス | ダウンロード                        | -                       | -        |                       | [ 7 ]       |
| 9   | 軽井沢誘拐案内 | 2006年3月1日   | 3G対応端末 （Vアプリ）    | スクウェア・エニックス | スクウェア・エニックス | ダウンロード                        | -                       | -        |                       | [ 8 ]       |
| 10  | 軽井沢誘拐案内 | 2006年6月22日  | BREW対応端末 （EZアプリ） | スクウェア・エニックス | スクウェア・エニックス | ダウンロード                        | -                       | -        |                       | [ 9 ]       |